# PA 8
PA 8 és una pintura sobre taula que fa 122,5 x 137,5 cm i està datada a l'any 1960. L'obra fou creada per Equipo 57 i correspon a un període de més concretació teòrica del grup artístic que es va donar posteriorment als anys de creació del grup.
Aquesta obra és una pintura sobre taula creada en 1960. Actualment està exposada a l'Institut Valencià d'Art Modern (IVAM).
L'obra representa una de les principals idees d'aquests artistes, la interpretació plàstica, l'espaicolor en un plànol bidimencional. En aquesta obra podem distingir fàcilment quatre espaicolors que en conjunt creen un efecte de moviment gràcies a la perspectiva donada per la combinació pictòrica de l'obra. S'hi poden apreciar els principis d'investigació plàstica característic del gup a més de la creació analítica i racional.
En la obra s'anul·la la subjectivitat i queda borrada qualsevol emprempta dels artistes.